# Association royale générale des étudiants catholiques de Gand
L’Association royale générale des étudiants catholiques est une association estudiantine de Gand, Belgique, fondée le 18 mars 1880. Cette association est aussi appelée « la Gé », « Gé Gantoise » ou encore « Gé catholica ». A Gand, ils sont connus sous le nom « Mannen van de Gé ». Cette association se démarque des autres associations estudiantines de par sa revue annuelle et nombreux autres événements à succès organisés par celle-ci. La Gé catholique est également connu pour sa robustesse face à l'alcool et leur talents de séducteur. 

## Historique
La Société générale des étudiants catholiques de l’Université de Gand est créée pour tenir tête au mouvement libéral qui multiplie les agressions anti-cléricales au sein de l’institution. La première réunion fondatrice de l’association se tient le 18 mars 1880 au café « Nouveau Saint Luc » rue de la Crapaudière : 32 étudiants sont présents et une commission provisoire est nommée, avec à leur tête comme premier président Firmin Verhelst.
Le Chant des calottins, cri de ralliement de la Société, sera entonné pour la première fois lors d'une assemblée solennelle le 21 octobre 1880.
Le 26 novembre de l'année suivante, l'association inaugure son  nouveau local "Le Chapeau Rouge", situé dans l'impasse appelée Petite Turquie, près de l'église Saint-Nicolas. Le premier Président d'honneur, Monsieur Alban Kervyn, est installé quelques mois plus tard. La bénédiction du drapeau a lieu les 3 et 4 mai 1884 en présence d'amis étrangers venant de Paris, Lille, Bruxelles, Louvain et Liège.
À ses débuts, la Société devra s’affirmer et sera en lutte permanente contre les libéraux. Les provocations se succèdent et se manifestent par des insultes et des moqueries, des chants entonnés lors d’événements, des rixes et même la destruction du drapeau. Par après, l’association évolue et oriente son activité vers l’action sociale et religieuse. Elle participe et organise des manifestations religieuses, des conférences et des activités plus festives telles que réception des bleus, visite de saint Nicolas, visite des rois mages, excursions diverses, revues annuelles. La Société participe activement à la rédaction du journal l’Étudiant catholique, organe bimensuel des étudiants catholiques de Gand créé en 1872. Le journal deviendra d’ailleurs officiellement un organe de la société en 1926.
En 1925, la Société crée l'ordre du chapeau rouge en 1925. Il s'agit surtout d'une médaille appelée Vlek récompensant les membres les plus assidus.
D'autres ordres ont été créés par la suite récompensant divers mérites.
La Société existe toujours et porte le nom « Association royale générale des étudiants catholiques ».
La Gé n'a pas de siège fixe mais ses activités se déroulent toujours à Gand.

## Organisation
La Société est dirigée par une commission composée d'un président, un vice-président, un secrétaire, un trésorier, un secrétaire-adjoint, un porte-drapeau et 6 ou 7 commissaires.
Les commissionnaires sont le trait d'union entre le comité et les membres. On s'adresse à eux pour tout renseignements.

## Signes distinctifs
- La Calotte qui se porte à la Gé est de couleur blanche. Les lettres de l’ordre sont "GE".

- La Toge qui se porte à la Gé est de couleur blanche et noire.

## Ordres et récompenses

### Ordre du Chapeau Rouge
Grades: Grand Argentier (1), Chambellans (2), Officier-Maystre scribe (1), Officier, Chevalier
Vlek interne créé en 1925, a pour but de reconnaître le dévouement à la cause estudiantine catholique. Le but de l'Ordre est de récompenser les membres de la Gé qui auront, par leur activité au profit de la Gé ou des œuvres patronnées par elle, contribué à la prospérité de la Gé. L'accent sera mis sur l'aspect "travail effectif" au service de la Gé (dixit status OCR). Ordre strictement interne.

### Ordre des Compagnons purs de la Gueule de Bois
Grades: Grand-Maystre (1), Compagnons Purs
Tête de cinq centimètres de haut, en bois sculpté, suspendue à un ruban autour du cou
Créé en 1937, a pour devise "Rigolade et Discipline". Ordre récompensant ceux qui ont un véritable esprit estudiantin, qui font l'effort d'écrire de bonnes guindailles et qui mettent de l'ambiance aux réunions.

### Ordre de la Fine Fleur (Ordo Fines Flori)
Grades: Grand-Chancelier (1), Grand-Maystre (2), Commandeur-Maystre scribe (1), Commandeur, Chevaliers
Créé en 1946. Récompense les personnes qui ont brillé par leur travail effectif et leur apport à la Gé. Récompense les externes qui viennent régulièrement, qui poussent leurs membres à venir, et qui participent activement à la bonne ambiance de l'activité.

### Ordre du Ferme Boîte
Grades: Directeur (3 membres, formant le triumvirat),
Description: Ouvre-boîte porté par un ruban rouge et noir
Vlek interne créé en 1965 qui récompense les véritables noctambules. Se donne à partir de 5h du matin, dans un état désespéré.

## Sources
- Historique du Chapeau Rouge,  « L'étudiant catholique », 15 janvier 1926, p5.

- Almanach de la générale gantoise des étudiants catholiques de l'Université de Gand = Jaarboek der algemeene katholieke studentenvereeniging van Gent, 1902

- Annuaire 1921-1926 de la Société générale des Etudiants catholiques de l'Université de Gand, 1926